# Corinna Reinhardt
Corinna Reinhardt (geb. Kauth; * 1986 in Augsburg) ist eine deutsche Klassische Archäologin.

## Leben
Corinna Reinhardt absolvierte ihr Magisterstudium von 2005 bis 2010 an der Universität München in den Fächern Klassische Archäologie, Alte Geschichte und Medienrecht. Dabei verbrachte sie ein Auslandssemester an der römischen Universität La Sapienza. Gefördert durch ein Stipendium der Gerda Henkel Stiftung war sie als Doktorandin sowohl weiterhin in München als auch an der Humboldt-Universität zu Berlin tätig. 2015 wurde sie bei Rolf Michael Schneider mit einer Arbeit Zum Verhältnis von Skulptur und Architektur – Untersuchungen zu Konzeption und Funktion figürlicher Akrotere griechischer Architektur von der Archaik bis zum Beginn des Hellenismus promoviert. Als Studentin und Doktorandin nahm sie teil an Feldforschungen und Surveys in Deutschland, Griechenland, Italien und der Türkei. 2014 sowie 2015 war sie (in Vertretung) wissenschaftliche Mitarbeiterin am Institut für Klassische Archäologie der Universität München, 2015 bis Mitte 2016 wissenschaftliche Mitarbeiterin am Institut für Klassische Archäologie und im Antikenmuseum der Universität Leipzig. Danach war sie akademische Mitarbeiterin des Sonderforschungsbereichs 933 „Materiale Textkulturen“ am Institut für Klassische Archäologie und Byzantinische Archäologie der Universität Heidelberg.
Ab April 2017 war sie Juniorprofessorin am Institut für  Klassische Archäologie der Universität Erlangen. Seit dem 1. August 2023 ist sie als Außerordentliche Professorin für Archäologie des Mittelmeerraums mit Schwerpunkt griechische und römische Antike am Institut für Archäologie der Universität Zürich.

## Auszeichnungen und Preise
- 2015 Erster Preis der Fakultät für Kulturwissenschaften der Ludwig-Maximilians-Universität München[3]
- 2021 Lehrpreis der Philosophischen Fakultät der Friedrich-Alexander-Universität Erlangen-Nürnberg[4]

## Publikationen (Auswahl)
- Akroter und Architektur. Figürliche Skulptur auf Dächern griechischer Bauten vom 6. bis zum 4. Jahrhundert v. Chr. (= Image & Context 18). De Gruyter, Berlin / Boston 2018, ISBN 978-3-11-053880-9 (= Dissertation[5]).
- Schaleninnenbild und Betrachter – Präsentation weiblicher Nacktheit am Ende der Archaik und Beginn der Klassik in Athen (ca. 520–460 v. Chr.). In: Lars Allolio-Näcke, Jürgen van Oorschot, Ute Verstegen (Hrsg.): Nacktheit – transdisziplinäre anthropologische Perspektiven. Münster 2019, S. 77–104.
- Schrift am Grabmal. Zur Materialität der Inschriften an archaischen Grabmälern aus Athen und Attika. In: Nikolaus Dietrich, Johannes Fouquet, Corinna Reinhardt: Schreiben auf statuarischen Monumenten, Aspekte materialer Textkultur in archaischer und frühklassischer Zeit (=  Materiale Textkulturen 29). De Gruyter, Berlin/Boston 2020, ISBN 978-3-11-064541-5, S. 31–120.
- mit Arne Reinhardt: Antike(n) als Andenken und die bürgerliche Reisekultur der zweiten Hälfte des 19. Jahrhunderts: Die Reuter-Villa in Eisenach als Beispiel. In: Pegasus. Berliner Beiträge zum Nachleben der Antike. 20, 2021, S. 163–201.
- Homers Kameradinnen – Zum Zusammenspiel von Bild und Text an einer außergewöhnlichen Statuengruppe von der Athener Agora. In: Nikolaus Dietrich, Johannes Fouquet (Hrsg.): Image, Text, Stone: Intermedial Perspectives on Graeco-Roman Sculpture (= Materiale Textkulturen 36). De Gruyter, Berlin/Boston 2022, ISBN 978-3-11-077569-3, S. 41–85.